# Bankovci (Zdenci)
Bankovci is een plaats in de gemeente Zdenci in de Kroatische provincie Virovitica-Podravina. De plaats telt 167 inwoners (2001).